# Austkampane Hills
Austkampane Hills är en kulle i Antarktis. Den ligger i Östantarktis. Norge gör anspråk på området. Toppen på Austkampane Hills är 2 210 meter över havet.
Terrängen runt Austkampane Hills är huvudsakligen kuperad, men åt nordost är den platt. Trakten är obefolkad. Det finns inga samhällen i närheten. 